# Transformers (seriál)
Transformers je americký animovaný televizní seriál z let 1984–1987 zobrazující válku mezi velkými roboty, kteří se mohli měnit v auta, zvířata a další objekty. První a druhá řada seriálu byly uvedeny s názvem Fight! Super Robot Life Form Transformers, třetí řada byla vysílána pod názvem Fight! Super Robot Life-Form Transformers 2010. 